# Iblís
Iblís (en árabe: إِبْلِيسْ‎, romanizado: Iblīs) es el líder de los demonios (shayāṭīn) en el Islam. Su nombre significa «privado de toda bondad». Según el Corán, Iblís fue arrojado del cielo después de negarse a postrarse ante Adán. 
El personaje es más conocido, sin embargo, como Shaitán (شيْطان), variante del nombre Satán o Satanás, palabra aramea que significa «adversario». Con este último nombre aparece citado 87 veces en el Corán (libro sagrado de los musulmanes), mientras que el nombre de Iblís se cita únicamente nueve veces. Se le llama también al-waswās (الوَسْوَاس), esto es, «El susurrador», porque inocula con sus susurros la tentación en el corazón de la gente, al-jannās (الخَنَّاس), «El esquivo» y al-rayīm, «El lapidado» (الرجيم).

## Teología
Aunque Iblís es a menudo comparado con el diablo en la teología cristiana, el islam rechaza la idea de que Satanás es un oponente de Alá y la lucha implícita entre Alá y el diablo. Iblís puede ser considerado como el más monoteísta o el mayor pecador, pero sigue siendo sólo una criatura de Alá. Iblís no se convirtió en un incrédulo por su desobediencia, sino por atribuir la injusticia a Alá, afirmando que el mandato de postrarse ante Adán era inapropiado. No hay ningún signo de revuelta angelical en el Corán ni ninguna mención de que Iblís intentara tomar el trono de Alá y el pecado de Iblís podría ser perdonado en cualquier momento por Alá. Según el Corán, la desobediencia de Iblís se debió a su desdén por la humanidad, una narración que ya ocurría en los primeros apócrifos. Como mera criatura, Iblís no puede ser la causa o el creador del mal en el mundo; en su función de Satanás, se le ve simplemente como un tentador que se aprovecha de la debilidad y el egocentrismo de la humanidad y la aleja del camino de Alá.

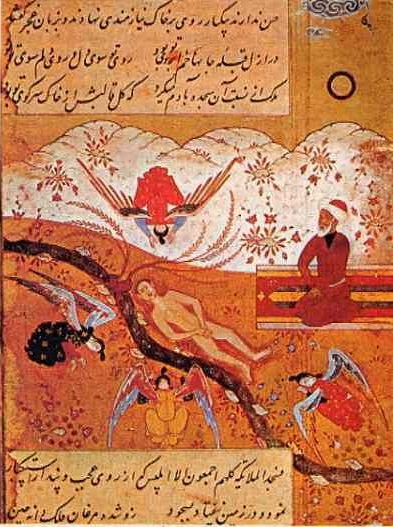
Los ángeles se inclinan ante el recién creado Adán, pero Iblís (arriba a la derecha en la imagen) se niega a postrarse

## En el Corán
Iblís se menciona 11 veces en el Corán por su nombre, nueve de ellas relacionadas con su rechazo al mandato de Alá de postrarse ante Adán. El término "shaitan" es más frecuente, aunque a veces se hace referencia a Iblís como "shaitan"; los términos no son intercambiables. Los diferentes fragmentos de la historia de Iblís están dispersos por el Corán. En conjunto, la historia se puede resumir de la siguiente manera:
Cuando Alá creó a Adán, ordenó a todos los ángeles que se inclinaran ante la nueva creación. Todos los ángeles se inclinaron, pero lblis se negó a hacerlo. Argumentó que como él mismo fue creado del fuego, es superior a los humanos, hecho de barro cocido, y que no debía postrarse ante Adán. Como castigo por su altivez, Alá desterró a Iblís del cielo y lo condenó al infierno. Más tarde, Iblís solicitó la capacidad de intentar engañar a Adán y a sus descendientes. Alá concedió su petición pero también le advirtió que no tendría poder sobre los siervos de Alá.

## Sufismo
El sufismo desarrolló otra perspectiva de rechazo de Iblís al considerar a Mahoma e Iblís como los dos verdaderos monoteístas. Por lo tanto, algunos sufíes sostienen que Iblís se negó a inclinarse ante Adán porque era devoto sólo de Alá y se negó a inclinarse ante cualquier otro. Al debilitar el mal en la figura satánica, también se degrada el dualismo, que se corresponde con la cosmología sufí de la unidad de la existencia que rechaza las tendencias dualistas. La creencia en el dualismo o en que el mal es causado por otra cosa que no sea Alá, aunque sólo sea por la propia voluntad, es considerada como un "shirk" por parte de algunos sufíes. Por la preferencia de Iblís de ser condenado al infierno, en lugar de postrarse ante otra persona que no sea el "Amado" (refiriéndose aquí a Alá), Iblís también se convirtió en un ejemplo de amor no correspondido.
Existe una famosa narración sobre un supuesto encuentro entre Moisés e Iblís en las laderas del Sinaí, en la que se destaca la nobleza de Iblís. En consecuencia, Moisés le pregunta a lblis por qué rechazó la orden de Alá. Iblís respondió que la orden era en realidad una prueba. Entonces Moisés respondió que, obviamente, Iblís fue castigado al pasar de ser un ángel a ser un demonio. Iblís responde, su forma es sólo temporal y su amor hacia Alá sigue siendo el mismo.
Sin embargo, no todos los sufíes están de acuerdo con una representación positiva de Iblís.

## Asociaciones

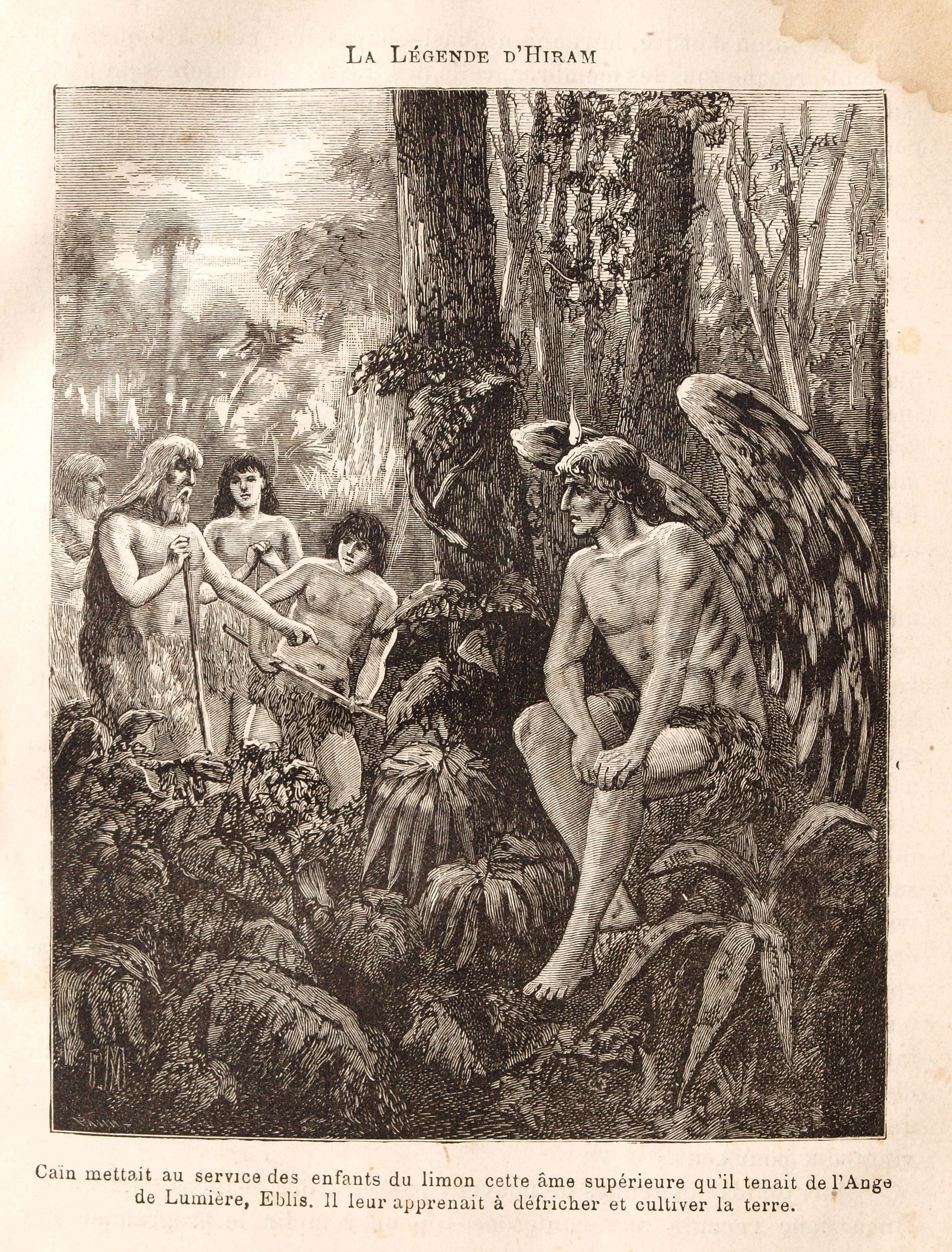
Iblís en la leyenda de Hiram Abif, dibujo de Pierre Méjanel

### Como un ángel

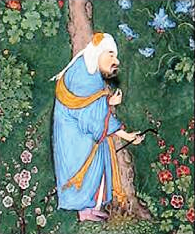
Iblís representado en el poema épico Shahnamé

Como ángel, Iblís es descrito como un arcángel, el líder y maestro de los otros ángeles, y un guardián del cielo. Al mismo tiempo, él era el más cercano al Trono de Alá. Alá le dio autoridad sobre los cielos inferiores y la tierra. Iblís también es considerado como el líder de esos ángeles que lucharon contra los genios terrenales. Por lo tanto, Iblís y su ejército llevaron a los genios al borde del mundo, el Monte Qaf. Sabiendo sobre la corrupción de los antiguos habitantes de tierra, Iblís protestó cuando se le ordenó postrarse ante el nuevo habitante de tierra, que es Adán. Asumió que los ángeles que alaban la gloria de Alá día y noche son superiores en contraste con el humano hecho de barro y sus defectos corporales.  Incluso se consideraba superior en comparación con los otros ángeles, ya que fue (uno de esos) creado del fuego. Sin embargo, fue degradado por Alá por su arrogancia. Pero Iblís hizo una solicitud para demostrar que en realidad tiene razón, por lo tanto, Alá lo confió como un tentador para la humanidad mientras dure su castigo, al mismo tiempo que le da la oportunidad de redimirse. Dado que Iblís no actúa por libre albedrío, pero como un instrumento de Alá, su morada en el infierno podría ser un lugar meramente temporal, hasta el Día del Juicio Final y después de que termine su misión como tentador, podría regresar a Alá como uno de los ángeles más queridos. Su salvación final se desarrolla a partir de la idea de que Iblís es solo un instrumento de la ira de Alá, no debido a su personalidad meritoria. al Din Attar compara la condenación y salvación de Iblís con la situación de Benjamín, ya que ambos fueron acusados de mostrar a las personas un significado mayor, pero finalmente no fueron condenados.
Además, la transformación de Iblís de angelical a demoníaca es un recordatorio de la capacidad de Alá para revertir la injusticia incluso a nivel ontológico. Es tanto una advertencia como un recordatorio de que los dones especiales dados por Alá también pueden ser quitados por Él.

### Como un genio
Por otro lado, Iblís es comúnmente colocado como uno de los genios Ifrit, que vivió en la tierra durante la batalla de los ángeles. Cuando los ángeles tomaron prisioneros, Iblís fue uno de ellos y fue llevado al cielo. Como él, a diferencia de los otros genios, era piadoso, los ángeles quedaron impresionados por su nobleza e Iblís pudo unirse a la compañía de los ángeles y ser elevado a su rango. Sin embargo, aunque obtuvo la apariencia externa de un ángel, todavía era un genio en esencia, por lo tanto, fue capaz de elegir cuándo se les ordenó a los ángeles e Iblís postrarse ante Adán. Iblís, abusando de su libre albedrío, desobedeció el mandato de Alá. Iblís se consideraba superior por su naturaleza física constituida por fuego y no por arcilla. Alá sentenció a Iblís al infierno para siempre, pero le otorgó un favor por su antiguo culto, es decir, para vengarse de los humanos intentando engañarlos hasta el Día del Juicio. Aquí, la condenación de Iblís es clara y él y su anfitrión son los primeros que entran al infierno para morar allí para siempre, cuando el Mahdi no lo mate en una batalla, una interpretación especialmente frecuente entre los musulmanes chiitas.

## En la cultura popular
- Aparece citado en Las mil y una noches.
- En obras más modernas: La serie Battlestar Galactica (1978) aparece un personaje llamado Conde Iblís.
- En la novela policíaca española El violín del diablo (2010), escrita por Joseph Gelinek (seudónimo de Máximo Pradera), es considerado como el causante del homicidio en el que gira toda la novela.
- En el videojuego Sonic The Hedgehog (2006), Iblís es el antagonista principal en la historia de Silver The Hedgehog, el cual se le describe como "Las Llamas del Desastre".